# Miha Zarabec
Miha Zarabec (Novo mesto, 1991. október 12. –) szlovén válogatott kézilabdázó, a Wisła Płock játékosa.

## Pályafutása

### Klubcsapatokban
Miha Zarabec a Trimo Trebnje csapatában kezdte pályafutását 2008-ban és már abban a szezonban bemutatkozhatott a nemzetközi kupaporondon is a Kupagyőztesek Európa-kupájában. 2012 nyarán szerződött a Maribor Branikhoz, ahok két szezont töltött el. Ezt követően a Celje játékosa lett. 2015-ben és 2016-ban megnyerte a csapattal a bajnokságot és a Szlovén Kupát, valamint a 2014-15-ös szezonba bemutatkozhatott a Bajnokok Ligájában is. 
2017 áprilisában aláírt a német Bundesligába szereplő THW Kiel csapatához. 2018 januárjában meghosszabbították a szerződését. 2019-ben Német Kupát nyert a csapattal. 

### A válogatottban
A szlovén válogatottban 2015-ben mutatkozott be. Részt vett a 2016-os olimpián, ahol a szlovénok a 6. helyen zártak. A 2017-es világbajnokságon bronzérmet szerzett a válogatottal.

## Sikerei, díjai
Celje
- Szlovén bajnok: 2015, 2016, 2017
- Szlovén kupagyőztes: 2015, 2016, 2017

THW Kiel
- Német bajnok: 2020, 2021, 2023
- Német kupagyőztes: 2019, 2022
- Bajnokok Ligája győztes: 2020